# Ignaz Friedrich Tausch
Ignaz Friedrich Tausch, född 29 januari 1793 i Theusing, död 8 september 1848 i Prag, var en österrikisk botaniker. 
Tausch blev 1816 lärare i botanik vid greve Emmanuel von Canals berömda botaniska trädgård i Prag, som han beskrev i arbetet Hortus Canalius (1823). Han är känd för sina sorgfälliga undersökningar av Böhmens flora, varöver han utgav en förteckning, Herbarium floræ bohemicæ (1831).
Auktorsnamnet Tausch kan användas för Ignaz Friedrich Tausch i samband med ett vetenskapligt namn inom botaniken; se Wikipediaartiklar som länkar till auktorsnamnet.